# Raffaello Motto
Raffaello Motto (Viareggio, 16 agosto 1828 – Viareggio, 1908) è stato un marinaio e patriota italiano.

## Biografia
Settimo figlio di Antonio e di Maria Della Spora, nacque a Viareggio il 16 agosto 1828. Da autodidatta conseguì il diploma di capitano di gran cabotaggio e iniziò la sua attività marinara.
Nel marzo 1860 (aveva 32 anni) a Motto capitò qualcosa che avrebbe cambiato, almeno per un periodo, la sua vita.
Nel 1859 durante la seconda guerra d'indipendenza nel 1859, con l'Austria sconfitta sul campo dalle truppe franco-piemontesi, l'annessione del Veneto sembrava a portata di mano; Napoleone III tuttavia firmò con l'imperatore Francesco Giuseppe l'armistizio di Villafranca, secondo il quale l'Austria cedette solo la Lombardia al Regno di Sardegna. Camillo Benso, conte di Cavour, sdegnato, si dimise dalla presidenza del consiglio; anche repubblicani e democratici si allontanarono dal re e persino i moderati definirono l'armistizio tradimento. Nel 1860, appena tornato al governo, invitò le popolazioni di Emilia, Romagna e Toscana a indire un plebiscito che portò questi ducati, per voto popolare unanime, ad aderire al Regno di Sardegna, avviando così lo Stato Sabaudo alla trasformazione da Stato dinastico a Stato nazionale.
I democratici, essendo l'Unità base irrinunciabile di ogni altro progetto politico, non erano ancora soddisfatti e dettero una svolta ai piani di unificazione. In contrasto con la politica di Cavour che lottava per il Veneto e Roma, decisero di liberare il mezzogiorno partendo dalla Sicilia.
Un comitato rivoluzionario di esuli siciliani, capeggiato dal lombardo Agostino Bertani, e di cui facevano parte anche Rosolino Pilo e Giovanni Corrao, propose a Raffaello Motto e a Silvestro Palmerini di portare armi e clandestini in Sicilia e di preparare la rivolta, sfidando con una piccola barca il mare e la sorveglianza costiera dello Stato Pontificio e di quello Borbonico.
Silvestro Palmerini, comandante e armatore di una tartana, e il suo secondo, Raffaello Motto, sensibili alle idee rivoluzionarie del tempo, accettarono di compiere questo viaggio non privo di pericoli.
All'alba del 21 marzo 1860 la tartana Madonna del Soccorso salpò da Genova diretta in Sicilia per portare clandestinamente nell'isola i siciliani Rosolino Pilo e Giovanni Corrào, con il compito di preparare lo sbarco e contrabbandare un carico di armi destinate ai rivoltosi. L'equipaggio era formato da Motto, Silvestro Palmerini, suo fratello Francesco, Giuseppe Rossani, loro cognato, e dal giovane mozzo Antonio Barsella soprannominato Tonin di Pito, tutti viareggini.
Alla mezzanotte del 9 aprile i due patrioti sbarcarono alle "grotte", una località a pochi chilometri da Messina. La rivolta aveva già preso piede e molti degli insorti si erano concentrati sulle montagne in attesa degli eventi: il popolo siciliano aveva bisogno di aiuti esterni per conseguire i risultati sperati. Rosolino Pilo fece quindi ritornare a Genova Motto con una lettera per il generale Garibaldi, che alloggiava nella Villa Spinola a Quarto, richiedendo il suo intervento: «ci vuole il vostro nome e il vostro braccio, altrimenti in Sicilia saranno tutti sacrificati!». Lui e Corrào sarebbero restati sull'isola collaborando alla rivolta e sostenendo gli insorti in attesa del suo arrivo.
In seguito alla lettera di Pilo e ai consigli forniti da Motto sulle migliori rotte da seguire per evitare sia la flotta pontificia sia quella borbonica che con la loro potenza avrebbero facilmente sopraffatto le navi delle camicie rosse, il generale decise di compiere lo storico sbarco.
Dopo questa avventura, Motto, affascinato dal sogno dell'Unità d'Italia, si arruolò nelle file della Brigata "Corrào" del 1º Reggimento dei Cacciatori Siculi, Divisione Cosens prendendo parte alle campagne di Sicilia e di Calabria, fino alla battaglia del Volturno, dove l'esercito borbonico fu definitivamente sconfitto. Motto arrivò ad ottenere il grado di sottotenente.
Alla fine della guerra, pensando di non essere più indispensabile alla causa, tornò alla sua professione di sempre, al comando di un brigantino genovese, l'Ettore, dei fratelli Cadenaccio, costruito nel loro cantiere di Sestri Ponente.
Le condizioni di crisi in cui versava la marina mercantile in quel periodo costrinsero Motto ad abbandonare i ponti e cercare un nuovo lavoro come assistente alla ferrovia in costruzione in quegli anni nell'Umbria.
Tornò poi al mare come comandante marittimo su brigantini sia italiani sia esteri. Navigò sino a 43 anni, dopodiché iniziò a fare l'impresario, curando anche gli interessi della sua numerosa famiglia (ebbe otto figli). Morì a Viareggio nel 1908 ad 80 anni.